# Milarepa

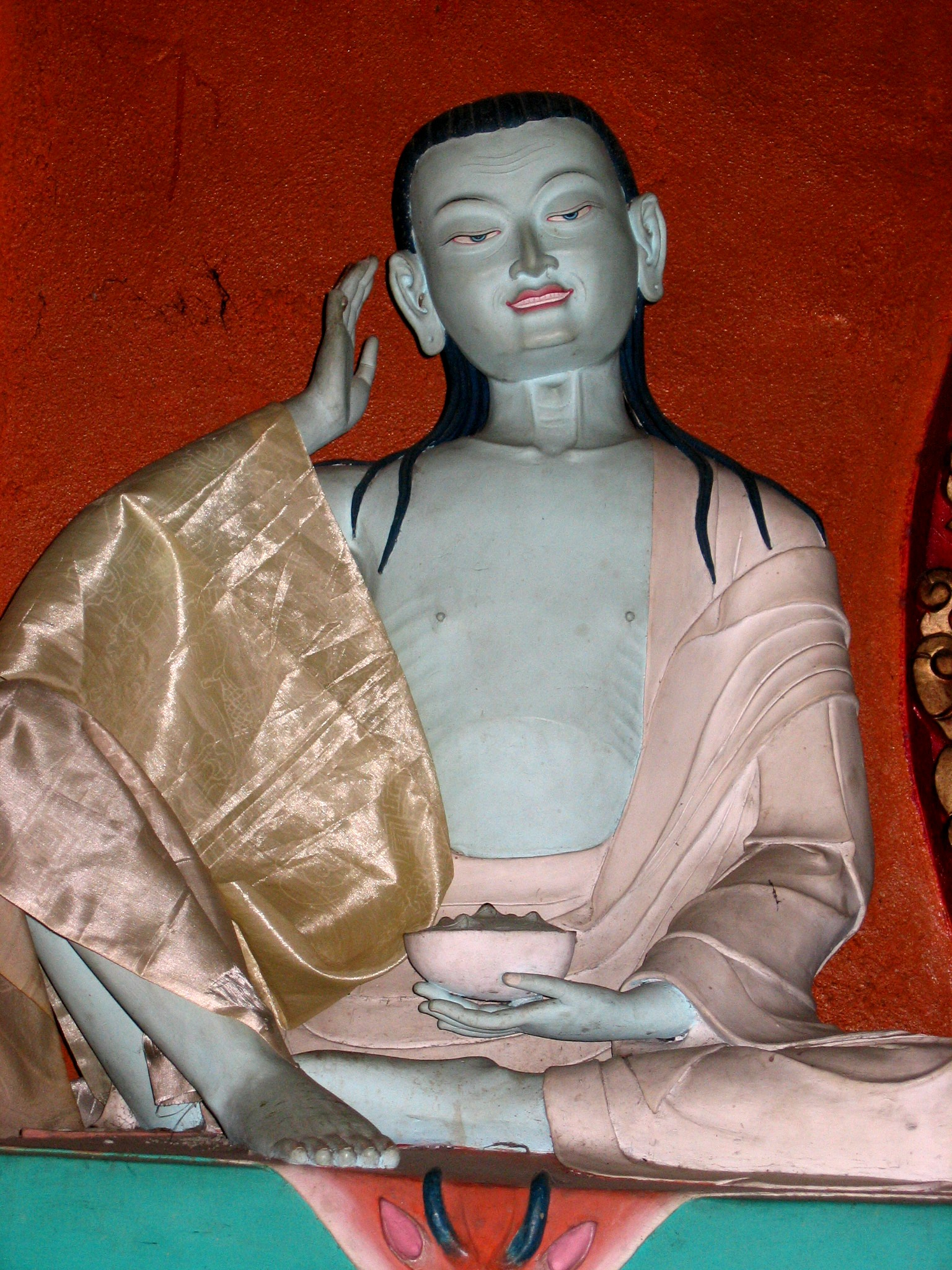
Jetsun Milarepa (statuie din Nepal)

Jetsun Milarepa (Tibetan: རྗེ་བཙུན་མི་ལ་རས་པ,  n.c. 1052 - d.c. 1135) a fost un ascet tibetan. Este considerat unul dintre cei mai cunoscuți poeți și yoghini din acea regiune.
Discipol al lui Marpa, a fost fondatorul unei școli lamaice. Se spune că era specialist în vrăjitorie și magie neagră. Conform legendelor, a petrecut mai mulți ani în meditație, în zone montane înalte și hrănindu-se doar cu plante sălbatice.
Ocazional a scris și lirică, în care a dezvoltat motivele vieții populare și a descris natura montană tibetană, lucru vizibil în lucrarea mGur'bum („O mie o sută de cântece”). A scris și autobiografia Mi-la raspa'i rnam-thar („Viața lui Milarepa”).